# Márcia Krengiel
Márcia Rodrigues de Brito Krengiel (Rio de Janeiro, ) é uma cantora, atriz e professora brasileira.
É especialista em língua inglesa pela Universidade do Estado do Rio de Janeiro. É diplomada pela Universidade de  Cambridge e pela Universidade de Michigan em Ann Arbor.
De 1984 a 1995 apresentou o programa I love you, na TVE Brasil, dando aulas de inglês baseada em letras de canções norte-americanas e, ao final do programa, era apresentado um videoclip em que Márcia interpretava a canção trabalhada na aula.
Em 1983 integrou  o elenco da montagem brasileira do musical Evita, interpretando a esposa de Perón. Em 1985 participou do musical infantil Verde que te quero ver, de Edmundo Souto e Paulinho Tapajós.